# Ріумос
Ріумо́с (кат. Riumors) — муніципалітет, розташований в Автономній області Каталонія, в Іспанії. Знаходиться у районі (кумарці) Алт-Ампурда провінції Жирона, згідно з новою адміністративною реформою перебуватиме у складі Баґарії (округи) Жирона.

## Походження назви муніципалітету
Назва походить від латинського «rīvis mŏrtŭis», що означає «мертва», тобто «висохла» річка. Інший сучасний варіант назви — Rimors. У назві міста відчувається вплив окситанської мови, оскільки каталанською «мертвий» — «mort», а не «mors».

## Населення
Населення міста (у 2007 р.) становить 189 осіб (з них менше 14 років — 10,6 %, від 15 до 64 — 62,4 %, понад 65 років — 27 %). У 2006 р. народжуваність склала 0 осіб, смертність — 4 особи, зареєстровано 1 шлюб. У 2001 р. активне населення становило 80 осіб, з них безробітних — 5 осіб.

Серед осіб, які проживали на території міста у 2001 р., 171 народилися в Каталонії (з них 132 особи у тому самому районі, або кумарці), 8 осіб приїхало з інших областей Іспанії, а 15 осіб приїхало з-за кордону. 

Університетську освіту має 8,8 % усього населення. 

У 2001 р. нараховувалося 78 домогосподарств (з них 30,8 % складалися з однієї особи, 25,6 % з двох осіб,20,5 % з 3 осіб, 16,7 % з 4 осіб, 1,3 % з 5 осіб, 3,8 % з 6 осіб, 1,3 % з 7 осіб, 0 % з 8 осіб і 0 % з 9 і більше осіб).

Активне населення міста у 2001 р. працювало у таких сферах діяльності: у сільському господарстві — 28 %, у промисловості — 6,7 %, на будівництві — 10,7 % і у сфері обслуговування — 54,7 %. 

 У муніципалітеті або у власному районі (кумарці) працює 38 осіб, поза районом — 43 особи.

### Безробіття
У 2007 р. нараховувалося 2 безробітних (у 2006 р. — 4 безробітних), з них чоловіки становили 50 %, а жінки — 50 %.

## Економіка

### Підприємства міста

#### Промислові підприємства
| \| Промислові підприємства міста, за сферою діяльності \| Промислові підприємства міста, за сферою діяльності \| Промислові підприємства міста, за сферою діяльності \| \| Рік \| 2002 р. \| 2001 р. \| \| --------------------------------------------------- \| --------------------------------------------------- \| --------------------------------------------------- \| \| Енергетичні та водні ресурси \| 0 % \| 0 % \| \| Хімія та метали \| 100 % \| 100 % \| \| Переробка металів \| 0 % \| 0 % \| \| Продукти харчування \| 0 % \| 0 % \| \| Текстиль \| 0 % \| 0 % \| \| Виробництво меблів, видання \| 0 % \| 0 % \| \| Інше \| 0 % \| 0 % \| \| Усього підприємств \| 2 \| 2 \| |         |         |
| Промислові підприємства міста, за сферою діяльності |         |         |
| Рік | 2002 р. | 2001 р. |
| Енергетичні та водні ресурси | 0 %     | 0 %     |
| Хімія та метали | 100 %   | 100 %   |
| Переробка металів | 0 %     | 0 %     |
| Продукти харчування | 0 %     | 0 %     |
| Текстиль | 0 %     | 0 %     |
| Виробництво меблів, видання | 0 %     | 0 %     |
| Інше | 0 %     | 0 %     |
| Усього підприємств | 2       | 2       |

#### Роздрібна торгівля
| \| Підприємства роздрібної торгівлі міста, за сферою діяльності \| Підприємства роздрібної торгівлі міста, за сферою діяльності \| Підприємства роздрібної торгівлі міста, за сферою діяльності \| \| Рік \| 2002 р. \| 2001 р. \| \| ------------------------------------------------------------ \| ------------------------------------------------------------ \| ------------------------------------------------------------ \| \| Продукти харчування \| 0 % \| 0 % \| \| Одяг та взуття \| 0 % \| 0 % \| \| Товари для дому \| 0 % \| 0 % \| \| Книги та періодичні видання \| 0 % \| 0 % \| \| Промислова хімічна продукція \| 0 % \| 0 % \| \| Продукція, пов'язана з транспортними засобами \| 0 % \| 0 % \| \| Інше \| 100 % \| 100 % \| \| Усього підприємств \| 1 \| 1 \| |         |         |
| Підприємства роздрібної торгівлі міста, за сферою діяльності |         |         |
| Рік | 2002 р. | 2001 р. |
| Продукти харчування | 0 %     | 0 %     |
| Одяг та взуття | 0 %     | 0 %     |
| Товари для дому | 0 %     | 0 %     |
| Книги та періодичні видання | 0 %     | 0 %     |
| Промислова хімічна продукція | 0 %     | 0 %     |
| Продукція, пов'язана з транспортними засобами | 0 %     | 0 %     |
| Інше | 100 %   | 100 %   |
| Усього підприємств | 1       | 1       |

#### Сфера послуг
| \| Підприємства міста, що працюють у сфері послуг, за діяльністю \| Підприємства міста, що працюють у сфері послуг, за діяльністю \| Підприємства міста, що працюють у сфері послуг, за діяльністю \| \| Рік \| 2002 р. \| 2001 р. \| \| ------------------------------------------------------------- \| ------------------------------------------------------------- \| ------------------------------------------------------------- \| \| Гуртова торгівля \| 0 % \| 0 % \| \| Готелі та готельний бізнес \| 25 % \| 0 % \| \| Транспорт та зв'язок \| 75 % \| 100 % \| \| Посередницькі фінансові послуги \| 0 % \| 0 % \| \| Послуги підприємствам \| 0 % \| 0 % \| \| Послуги фізичним особам \| 0 % \| 0 % \| \| Нерухомість та ін. \| 0 % \| 0 % \| \| Усього підприємств \| 4 \| 3 \| |         |         |
| Підприємства міста, що працюють у сфері послуг, за діяльністю |         |         |
| Рік | 2002 р. | 2001 р. |
| Гуртова торгівля | 0 %     | 0 %     |
| Готелі та готельний бізнес | 25 %    | 0 %     |
| Транспорт та зв'язок | 75 %    | 100 %   |
| Посередницькі фінансові послуги | 0 %     | 0 %     |
| Послуги підприємствам | 0 %     | 0 %     |
| Послуги фізичним особам | 0 %     | 0 %     |
| Нерухомість та ін. | 0 %     | 0 %     |
| Усього підприємств | 4       | 3       |

## Житловий фонд
У 2001 р. 7,7 % усіх родин (домогосподарств) мали житло метражем до 59 м², 11,5 % — від 60 до 89 м², 42,3 % — від 90 до 119 м² і
38,5 % — понад 120 м².

З усіх будівель у 2001 р. 80,5 % було одноповерховими, 18,6 % — двоповерховими, 0,9 % — триповерховими, 0 % — чотириповерховими, 0 % — п'ятиповерховими, 0 % — шестиповерховими,
0 % — семиповерховими, 0 % — з вісьмома та більше поверхами.

## Автопарк
| \| Автомобілі, зареєстровані у місті, за призначенням \| Автомобілі, зареєстровані у місті, за призначенням \| Автомобілі, зареєстровані у місті, за призначенням \| \| Рік \| 2006 р. \| 2005 р. \| \| -------------------------------------------------- \| -------------------------------------------------- \| -------------------------------------------------- \| \| Приватні автомобілі \| 51,5 % \| 52,2 % \| \| Мотоцикли \| 6,6 % \| 5,9 % \| \| Вантажівки \| 29,9 % \| 30,1 % \| \| Трактори \| 2,9 % \| 2,9 % \| \| Автобуси та ін. \| 9,1 % \| 8,8 % \| \| Усього автомобілів \| 274 шт. \| 272 шт. \| |         |         |
| Автомобілі, зареєстровані у місті, за призначенням |         |         |
| Рік | 2006 р. | 2005 р. |
| Приватні автомобілі | 51,5 %  | 52,2 %  |
| Мотоцикли | 6,6 %   | 5,9 %   |
| Вантажівки | 29,9 %  | 30,1 %  |
| Трактори | 2,9 %   | 2,9 %   |
| Автобуси та ін. | 9,1 %   | 8,8 %   |
| Усього автомобілів | 274 шт. | 272 шт. |

## Вживання каталанської мови
У 2001 р. каталанську мову у місті розуміли 97,9 % усього населення (у 1996 р. — 97,9 %), вміли говорити нею 86 % (у 1996 р. — 89,2 %), вміли читати 83,9 % (у 1996 р. — 68 %), вміли писати 44,6 % (у 1996 р. — 36,1 %). Не розуміли каталанської мови 2,1 %.

## Політичні уподобання
У виборах до Парламенту Каталонії у 2006 р. взяло участь 97 осіб (у 2003 р. — 112 осіб). Голоси за політичні сили розподілилися таким чином:
| \| Вибори до Парламенту Каталонії \| Вибори до Парламенту Каталонії \| Вибори до Парламенту Каталонії \| \| Рік \| 2006 р. \| 2003 р. \| \| -------------------------------------- \| ------------------------------ \| ------------------------------ \| \| Конвергенція та Єднання (CiU) \| 59,8 % \| 66,1 % \| \| Соціалістична партія Каталонії (PSC) \| 11,3 % \| 7,1 % \| \| Народна партія (PP) \| 8,2 % \| 6,2 % \| \| Ініціатива за зелену Каталонію (IC) \| 4,1 % \| 0,9 % \| \| Республіканська лівиця Каталонії (ERC) \| 15,5 % \| 17,9 % \| \| Громадянська партія (C's) \| 0 % \| 0 % \| \| Інші \| 1 % \| 1,8 % \| |         |         |
| Вибори до Парламенту Каталонії |         |         |
| Рік | 2006 р. | 2003 р. |
| Конвергенція та Єднання (CiU) | 59,8 %  | 66,1 %  |
| Соціалістична партія Каталонії (PSC) | 11,3 %  | 7,1 %   |
| Народна партія (PP) | 8,2 %   | 6,2 %   |
| Ініціатива за зелену Каталонію (IC) | 4,1 %   | 0,9 %   |
| Республіканська лівиця Каталонії (ERC) | 15,5 %  | 17,9 %  |
| Громадянська партія (C's) | 0 %     | 0 %     |
| Інші | 1 %     | 1,8 %   |

## Відомі люди
- Давид Хунка (* 1993) — іспанський футболіст.